# Kämpfende Herzen
Kämpfende Herzen (auch als Vier um die Frau verliehen) ist ein Stummfilmdrama, das Fritz Lang 1920 für die Decla-Bioskop A.G. Berlin realisierte. Vorlage zu dem Drehbuch, das Lang zusammen mit seiner späteren Frau, der Schriftstellerin Thea von Harbou schrieb, war ein Bühnenstück von Rolf E. Vanloo mit dem Titel „Florence oder Die Drei bei der Frau“.
Der Film ist mit Darstellern wie Carola Toelle, Anton Edthofer, Ludwig Hartau, Leonhard Haskel, Rudolf Klein-Rogge, Paul Morgan und Paul Rehkopf bis in kleine Rollen hochkarätig besetzt. Von der Kritik wird er wie eine Vorstudie zu den späteren Lang-Filmen Dr.Mabuse der Spieler und Spione angesehen.

## Handlung
Harry Yquem (Ludwig Hartau) ist ein wohlhabender Makler. Er verkleidet sich, um in einem Verbrecherkeller bei dem Hehler Upton (Rudolf Klein-Rogge) mit falschen Scheinen ein Schmuckstück für seine Frau Florence (Carola Toelle) zu erwerben. Dabei begegnet er einem Mann, in dem er einen ehemaligen Liebhaber von Florence aus der Zeit vor ihrer Ehe wiederzuerkennen glaubt: es ist Werner Krafft (Anton Edthofer), der nach Jahren wieder in die Stadt zurückgekommen ist und sich auf der Suche nach seiner früheren Geliebten Florence befindet. Da er mittellos ist, will er seinen Zwillingsbruder William Krafft aufsuchen, um ihn um Geld zu bitten. Der aber ist ein Lebemann und Betrüger geworden.
Yquem hält William für Werner und lässt ihn deswegen durch seinen Vertrauten Meunier (Robert Forster Larrinaga) beschatten. Schließlich spielt er ihm eine fingierte Nachricht zu, dass Florence ihn angeblich sehen möchte und ihm ein rendez-vous in Aussicht stellt, woraufhin William zum Hause der Yquems fährt. Yquem folgt ihm bewaffnet, da er hofft, ihn mit seiner Frau zu erwischen. Gleichzeitig tritt aber auch Meunier eigenmächtig und mit eindeutigen Absichten an Florence heran, die darauf sichtlich verwirrt reagiert.
Werner Krafft hat indessen vergebens versucht, seinen Bruder William zu treffen. In Uptons Keller zurückgekehrt, belauscht er diesen und seinen Gehilfen. Sie haben Yquems Betrug mit dem falschen Geld entdeckt und wollen Florence entführen, um von Yquem den geschuldeten Betrag zu erpressen.
Upton und sein Kumpan fahren zum Anwesen Yquems, Werner Krafft verfolgt sie. Bei den Yquems kommt es zum großen show down mit Schießerei und großem Polizeiaufgebot, bei dem alle Geheimnisse enthüllt werden.

## Hintergrund
Die Aufnahmen fanden 1920 im Atelier der Decla-Bioskop statt, an der Kamera stand Otto Kanturek, die Ausstattung besorgten Ernst Meiwers und Hans Jakoby.
In einer kleinen Rolle als Oberkellner ist der spätere Komponist der Kinomusiken zu Metropolis und den Nibelungen, Gottfried Huppertz, zu sehen, der seine künstlerische Laufbahn als Schauspieler und Operettensänger begonnen hatte.
Der Film lag unter dem Zensurtitel “Kämpfende Herzen (die vier um die Frau)” am 1. Februar 1921 der Polizei Berlin vor und erhielt unter der Nr. B.01223 Jugendverbot.
Er wurde am 3. Februar 1921 in Berlin im Premièren-Kino Marmorhaus am Kurfürstendamm uraufgeführt.
Der Film im Verleih der Decla Bioscop A.G. lief auch im Auslande, in Frankreich, Portugal und Polen, in Finnland und selbst in Übersee in Brasilien.
Unter dem gleichen Titel Kämpfende Herzen, allerdings mit dem Untertitel Ein Strandidyll und einer weniger kriminellen Handlung (Inhalt: Die zwei Töchter des Fischers finden mit der Hilfe des Pastors die rechten Gatten), war bereits 1912 ein Film entstanden, in welchem Henny Porten unter der Regie von Curt A. Stark die Hauptrolle spielte. Auch dieser Film erhielt von der Berliner Polizeibehörde Jugendverbot; Uraufführung war am 16. November 1912 in Berlin.

## Rezeption

### Rezeption der Zeitgenossen
- Film-Kurier, Nr. 30 vom 4. Februar 1921:

„In der Bearbeitung dieses Filmmanuskriptes ist jener Grad von Kultur erkennbar, der, so tief das Sujet auch darunter stehen mag, dessen wertvollere oder zumindest künstlerisch einwandfreie Auffassung einschließt. Das ist etwas sehr Wesentliches für das Niveau unserer Durchschnittsfilme; sie bestimmen, wenn man das hier so sagen kann, ihre Mentalität. Sie ermöglichen im allgemeinen die Fixierung einer Basis, von der aus sich erst Diskutables, eine Kunst entwickeln kann.“
- Lichtbild-Bühne, Nr. 6 vom 5. Februar 1921:

„Carola Toelle stets ladylike, wirkt als Florence durch feines, nuancenreiches Spiel; Ludwig Hartau gibt ihrem Gatten stärkere persönliche Züge; Anton Edthofer führt die Doppelrolle der Brüder Krafft durch. Auch in den anderen Rollen weist die Besetzung gute Namen auf.“
- Ludwig Brauner schrieb im Kinematograph Nr. 730 am 13. Februar 1921:

„Über einen Mangel an Handlung in dieser Liebes- und Gaunergeschichte kann man sich wirklich nicht beklagen. Im Gegenteil, es ist ein toller Wirbel von leidenschaftlichen Begegnungen, Versuchungen und Bedrohungen, geheimnisvollen Besuchen, Einbrüchen und Falschmünzereien, ein Durcheinander […] das einem schwindlich [sic] werden und auch eine anspruchsvolle Phantasie auf ihre Rechnung kommen kann.“

### Rezeption der Gegenwart
- „Kenner von Fritz Lang werden verschiedene später bei ihm wiederkehrende Motive entdecken: die blendende Oberfläche und das Chaos darunter; die Schwierigkeiten mit der eigenen Identität; Echtes wird für falsch ausgegeben und umgekehrt; ein Bild löst eine Irritation aus. Es geht um Kostümierung, Verstellung, Betrug. Am besten: man schaut genau hin, damit man sich nicht vom Schein täuschen lässt.“ (Hans Helmut Prinzler)
- „Fritz Langs früher Geniestreich ‚Kämpfende Herzen‘ ist einer jener Filme Langs, die als verschollen galten und erst Ende der 80er Jahre wiederentdeckt wurden. Als Detektivfilm und Melodram gilt er heute als Schlüsselfilm, der die Umrisse von Langs komplexen späten Filmen vorzeichnet.“ (Carsten-Stephan von Bothmer)[10]
- „Tags ein angesehener Makler, frequentiert Harry Yquem des Nachts in Verkleidung anrüchige Spelunken und trifft sich mit Geldfälschern, Dieben und Hehlern. Als er dort einen vermeintlichen Liebhaber seiner Frau zu erkennen meint, nimmt ein actionreiches Verwirrspiel seinen Lauf. Dass die scheinbar getrennten Welten von rechtschaffenem Bürgertum, Gesetzeshütern und kriminellem Untergrund von verblüffend ähnlichen Strukturen und Regeln beherrscht sind, deutet sich hier bereits als ein politisches Grundthema Langs an.“ (Viennale)[11]
- „Der junge Godard schrieb einmal, die exemplarische Situation bei Lang sei diese: Einem normalen Menschen wird etwas genommen, das aus seinem Leben nie wegzudenken war. Nun muss er sein Schneckenhaus verlassen und den Kampf gegen das ungünstige Schicksal aufnehmen. «Wichtig ist nicht so sehr, ob er gewinnt», sagte Lang in Interviews, «sondern, DASS er den Kampf aufnimmt.»“ (Retrospektive der Viennale 2012)
- „Die Wege des Menschen in einem Universum der Unsicherheit, ohne göttlichen Beistand, ohne den Trost von Heimat und Familie, ohne gesellschaftliches Projekt für Tugend oder Freiheit“, so der Filmkritiker Georg Seeßlen, sind das Thema von Fritz Langs Filmen. Langs Pessimismus zielt jedoch auf eine gesellschaftliche Mechanik, in der alle Bindungskräfte korrumpiert sind: Die Liebe durch die Neurose, das Gesetz durch Profiteure, die Kunst durch den Markt. So üben Fritz Langs Filme in zunehmendem Maße eine scharfe Kritik an der Gegenwart. Fritz Lang sucht die Abgründe nicht in der Seele, sondern in den Täuschungen und Doppelbödigkeiten des menschlichen Zusammenlebens. (Filmhauskino Nürnberg, Retrospektive 2010)[12]

## Rekonstruktion und Wiederaufführung
Der lange als verschollen angesehene frühe Film Fritz Langs wurde 1986 in der Cinemateca Brasileira in São Paulo durch den Filmhistoriker Walther Seidler, einen Mitarbeiter der Kinemathek in Berlin zusammen mit Langs Das wandernde Bild wiedergefunden, wohin sie aus dem Nachlass eines örtlichen Verleihers gelangt waren. Nach zweijähriger Restaurierungsarbeit konnte er 1988 auf der Berlinale wieder gezeigt werden. Die rekonstruierte Kopie ist 1.618 Meter lang. Die Zwischentitel sind aus dem Portugiesischen zurückübersetzt.
Kämpfende Herzen ist 2012 auf einer DVD mit einer Spieldauer von 84 Minuten (No. 760336) in New York bei Kino Classics (catalogue key 9042593, NTSC; 1.33:1 aspect ratio; Dolby digital 2.0) herausgekommen.
Bei der amerikanischen Gesellschaft Kino Lorber erschien im selben Jahr eine 3-DVD-Kollektion unter dem Titel Fritz Lang: The Early Works mit den frühen Lang-Filmen Vier um die Frau, Das wandernde Bild und Harakiri. Die Ausgabe ist, wie das Titelblatt bekannt gibt, authorized and restored by the Friedrich-Wilhelm-Murnau-Stiftung und enthält Musikbegleitung von Aljoscha Zimmermann vom Filmmuseum München.